# 35歲的高中生
《35歲的高中生》（日语：／ Sanjūgosai no Kōkōsei）為日本電視台於2013年4月13日開始於週六連續劇檔（星期六21:00 - 21:54、JST）播出的連續劇，主演為米倉涼子。
此劇為米倉首次主演日本電視台的連續劇作品。

## 概要
在35歲時進入公立高中「國木田高等學校」日間部的馬場亞矢子，發現學校有著欺負、拒絕上學、學校階級等種種問題，並在班上解決掉這些問題。
連續劇的副標題為「有什麼問題嗎？」（なにか問題ありますか?）。

## 播出情況
初回因前個特別節目《世界一受けたい授業 春の人気先生総選挙SP》而延後20分鐘播出，第3集擴大15分鐘播出，而第9集遇到了富士電視台播出《AKB48第5屆選拔總選舉 特別現場直播》特別節目，而使得收視率大幅下跌，最終回將以2小時特別篇的方式播出。
- 第1集延後20分鐘（21:20－22:14）。
- 第3集擴大15分鐘（21:00－22:09）。
- 最終回2小時SP（21:00－22:54）。

## 角色

### 主角
| 角色       | 演員                        | 片中年齡 | 介紹 | 香港配音                |
| 馬場亞矢子 | 米倉涼子 高中時期：松岡茉優 | 35       | 3年A班學生。高中輟學，受教育長的特別指令進入到學校。在第一天入學，馬場表示希望能夠在學校「交到100個朋友」。馬場最初在學生排名中並未入圍，但在第三集後被編入三軍。3年A班一軍學生對他的稱呼為「老太婆、大嬸」（ババア、）（馬場與日文的老太婆音相似；粵語版則稱為「阿嬋子」），而二、三軍和成為她朋友的同學們則稱她為「小馬場」（ばばちゃん），常常請她幫忙解決班上的事情。 口頭禪為「啊～」（はぁ〜）、「所以說」（っていうか）、「現在的高中生（教師）真難當」（今時の高校生/教師 は大変ね）、「意味不明」。 與其他學生一樣穿日本學生服，然後開著進口轎車上學，休息時間會進出吸菸區使用電子菸抽菸，放學後喝酒。 在18年前讀高中時亦飽受校園欺凌行為。 這是米倉第一次以高中生身分主演電視劇。 | 黃玉娟 高中時期：羅杏芝 |

### 川濱市立國木田高等學校

#### 教職員
| 角色       | 演員       | 片中年齡 | 介紹 | 香港配音 |
| 小泉純一   | 溝端淳平   | 23       | 國文科導師兼3年A班班主任。曾為知名學校老師，但被轉調到國木田來。因對於轉調的不滿而一直很想調回以前的學校，常常私下與亞矢子聊天，卻也常被她突如其來的行為耍的團團轉，並且會私下在沒有他人的角落偷偷抽菸。以前在知名高中任教時，被班上同學陷害，班上有女同學假裝喜歡小泉但因小泉拒絕而要跳樓，小泉緊急的衝上頂樓要拯救女學生，女學生衝向了老師懷抱，這時班上的同學拿著攝影機出來拍下這幕，並交給了學校，使得小泉被以前的學校調職。一開始對3年A班的教學和班內的問題選擇逃避和敷衍，甚至將問題丟給亞矢子處理，後來跟亞矢子相處下來其心境開始慢慢變化，最終回甚至努力讓被迫離開國木田的亞矢子重返校園 | 張裕東   |
| 長峰明     | 片瀨那奈   | 30       | 學校輔導老師。容易親近得性格加上輔導的知識豐富，但周遭對他信賴不高。在學校的地下網站中屬於教師排行裡前排的位置，對於小泉來說，他是小泉談事情的心靈綠洲。對於亞矢子的行動感到相當關心，有時甚至會解讀亞矢子的一些些行為，在教育長住院時去探望他，後期劇情暗示她是教育長安插在學校的臥底。 | 劉惠雲   |
| 蜷川真樹夫 | 升毅       | 51       | 生活指導導師。帶有相當情緒化的言語以及男大姊的講話方式，並常常識破小泉的心境。 | 葉振聲   |
| 北島龍一郎 | 相葉裕樹   | 25       | 數學科導師。接力部的教練，長相帥氣，在學校深受學生們的歡迎，連小泉感到相當的吃味，在接力部的暴力事件時，為了保護接力跑部，揹了最後的黑鍋，本來想藉機此事件，回老家繼承家中旅館的事業，但卻換得接力部被上級要求廢除的結果，後來在亞矢子跟教育長說明整個經過後得到學校慰留，連社團也被保留下來。 | 梁偉德   |
| 猿渡崇     | 東根作壽英 | 38       | 社會科導師。三枝的恩師。在教3年A班的時候，無視於某部分同學的騷動，裝作沒事繼續上課。以前曾對於學生及教學上充滿熱情，但是後來同事們常常給他大量雜務，導致他無法認真備課，漸漸使得他的教學品質低落，學生們也開始吵鬧。變成了失去教學熱情的老師。 | 張錦江   |
| 樋口浩一   | 生島翔     | 28       | 英語科導師。 |          |
| 伊瀬谷亘   | 隈部洋平   | 38       | 理科導師。 | 馮志輝   |
| 黛有紀     | 横山惠     | 42       | 副校長。每當發生事件時都會非常神經質，與校長一樣對教育長唯命是從。 | 沈小蘭   |
| 野田芳男   | 榎木孝明   | 55       | 校長。對於教育長唯命是從，遇到事情常想遮掩下去，常常以讓小泉回到原本的學校當誘因，讓小泉執行任務。最終回看到學校學生和亞矢子反對解散班級的政策，主動像教育長表示希望收回成命，亞矢子領取畢業證書時亦大方率眾教師到場恭喜。 | 潘文柏   |

#### 3年A班學生
班內的學生都按學生排名分成了一軍、二軍和三軍。

##### 一軍
擁有著特權而欺負弱勢同學的一群人，是班上的欺凌者，站在校園頂端。
| 角色       | 演員     | 片中年齡 | 介紹 | 香港配音 |
| 工藤美月   | 新川優愛 | 17       | 原為1軍女生的統帥，也是接力部的王牌，在接力部事件發生後被1軍的其他女生給流放到3軍，後來在少年法庭指控男友湯川劈腿，看到在少年法庭努力幫她辯駁的馬場，不再對她反感並表示感謝。在後期的生存露營的敗部復活賽時站在馬場這邊，與其他1軍學生為敵。 | 黃昕瑜   |
| 泉優奈     | 北山詩織 | 17       | 在接力跑部事件後，對於工藤一直以來的傲慢態度感到不悅，還與工藤的男友湯川接吻被工藤看見。在生存露營後因工藤的一句話改幫馬場。並和工藤與馬場盡釋前嫌。 | 陳琴雲   |
| 國分萌     | 小島藤子 | 17       | 與工藤都是接力跑部的王牌，曾為了保護接力跑不被廢社而幫工藤背黑鍋，接力跑部事件後與優奈一同排擠工藤。在生存露營後因工藤的一句話改幫馬場。並和工藤與馬場盡釋前嫌 | 凌晞     |
| 羽鳥梨花子 | 宮崎香蓮 | 18       | 因厭煩班內事務而割爛自己的外套後離開學校，而後因迷上男公關研二而去當陪酒小姐，後在身陷險境時被馬場所救同時決定回到學校，並不在對馬場感到反感，甚至於在生存露營後因工藤的一句話改幫馬場。 | 何寶珊   |
| 土屋正光   | 菅田将暉 | 18       | 3年A班實際上的領導者，一軍的領頭人，個性直率且橫行霸道，是位於學校階級最頂端的學生。常常在上課時玩手機，想出惡作劇的點子，和蓮與理一同欺凌班上同學，有時會露出沉思的表情。從馬場入學以來與她衝突不斷，後來因馬場幫他擋下阿久津要刺像他的一刀，對自己的所作所為開始感到後悔，開始率班上同學讓被迫離開的馬場再度回到學校就讀。認為蓮永遠會站在自己這邊（一種習慣），在生存露營兩人爆發後，也並未放在心上，回校後仍理所當然的把蓮劃入自己陣營（卻忽視了理呢），可知他雖然沒有表現出來，心裡也對蓮是有著依賴的。                                   | 周良鴻   |
| 東蓮       | 高杉真宙 | 17       | 經常和土屋一起欺凌同學，性格冷酷，留著及肩半長髮，衣領總是鬆開的，有點痞氣，戴著銀色項鍊。聰穎有心計，會看情勢站在馬場方，在正光回歸後卻又選擇繼續幫助正光。雖然對班上其他同學漠不關心，經常嘲弄，卻也把正光和理當作朋友。生存露營時因言語欺凌而導致二軍男生反抗並攻擊，受傷後亦對後至的理表示關心，到牢房後和理被情緒不穩的正光不滿的斥責，因而怒氣爆發。正光回歸後因友誼和對馬場的信任動搖，選擇在正光孤立無援的狀況下，回到他的陣營。在正光被挾持時，首次面露不安，是同學中唯一肯衝出去救正光的，由此可知他重視友誼，並未像看上去那麼冷漠。 | 李致林   |
| 湯川理     | 野村周平 | 17       | 經常和土屋一起欺凌同學，卻不願被同學討厭。個性有些輕浮，大而化之，穿著拖鞋上學，時常打破一片沉默，開個玩笑，試圖緩和氣氛，頭腦簡單，四肢發達的運動型學生。。少年法庭被揭露和美月交往，卻又劈腿優奈，讓他對馬場不滿。在生存露營時因為意外而和馬場獨處，在談話中馬場表示，理其實只想躲在土屋背後，缺乏被人討厭的勇氣。在與馬場把話說開後不再對她反感，並在給自己的一封信中，寫道未來不會再做一個卑鄙的小人。原先也有些冷漠（第四集所有人包括一軍女皆被猿渡老師的日記打動，正光陷入沉思，唯有蓮和理無動於衷，出言嘲諷。）                         | 曹啟謙   |

##### 二軍
沒有特權的普通學生，只能聽從一軍的命令行事以「享受」高中生活。
| 角色          | 演員                          | 片中年齡 | 介紹 | 香港配音 |
| 結城麻衣      | 藤原令子                      | 17       | 因為羽鳥不願當負責人，她自告奮勇成了文化祭的負責人後開始得意忘形、命令同學，後來因為合唱的伴奏鋼琴一直彈不好變得歇斯底里，最終還是讓原本的負責人回來。 |          |
| 衛藤瞳        | 森川葵                        | 17       | 接力跑部暴力事件的受害者，為了保護接力跑部不被廢部，與國分串通說謊，讓有人在背後撐腰的國分背黑鍋。喜歡小泉老師，跟小泉說有跟蹤狂在跟蹤她，讓小泉假扮成她的男友，因小泉拒絕她，事後糾纏不放，甚至鬧自殺。 | 魏惠娥   |
| 佐藤凛        | 今井聖弓                      | 18       | |          |
| 清水裕太      | 佐藤匠                        | 17       | | 鍾見麟   |
| 松本勇次      | 中山龍也                      | 17       | | 黃積權   |
| 村田剛毅      | 堀越光貴                      | 17       | |          |
| 篠原陽介      | 三原大樹                      | 17       | |          |
| 阿久津涼      | 山崎賢人 （中學生時期：亞蓮） | 17       | 休息時間獨自一人玩著自己的遊戲、聽著自己的音樂、無視於其他同學的存在，但實際上卻是「地下論壇」和「學生排名」的創始者，冷眼看待班上發生的一切事件，對35歲插班就讀的馬場十分感興趣，後來揭露是為了要替霸凌而自殺的姐姐復仇而引發一連串的事件，在看到被土屋逼到牆角的馬場，忍無可忍的情況下挾持土屋，後來誤傷馬場，待在少年院裡服刑，出來後詢通訊軟體找到沒在學校的馬場，並說服她再回國木田就讀。 | 李凱傑   |
| 上田桃子 （上田ももこ） | 大西春菜                      | 17       | |          |
| 橘小百合 （橘さゆり） | 山地麻里                      | 17       | |          |
| 松下唯        | 矢部衣純                      | 17       | |          |
| 平川圭子      | 藤白菫                        | 17       | |          |

##### 三軍
連在走廊上笑都不被允許的弱勢，馬場被歸類於此。
| 角色          | 演員       | 片中年齡 | 介紹 | 香港配音 |
| 長谷川里奈    | 廣瀨愛麗絲 | 17       | 因為父母的失和與自己在考試中的失敗而責備自己，並有自殘行為，一個人在廁所吃飯。亞矢子在高中第一位朋友。        | 陳皓宜   |
| 山下愛        | 水野繪梨奈 | 17       | 原先為一軍成員，努力搞笑討好一軍，實際上受到一軍女生蔑視並使喚。亞矢子在高中第二位朋友。                      | 何璐怡   |
| 大竹亮太      | 上遠野太洸 | 17       | 原先為2軍，且與三枝想解散樂團而產生誤會，過度得意，惹得一軍男不滿，而被降為3軍。亞矢子在高中第三位朋友。      | 陳灝瑋   |
| 三枝鐵平      | 西井幸人   | 17       | 因大竹被降為3軍後，而升上了2軍，最後與大竹和好後，皆被降為3軍，繼續與大竹在街頭表演。亞矢子在高中第四位朋友。 | 胡家豪   |
| 大倉仁        | 椎葉友哉   | 17       | |          |
| 神保哲也 （神保てつや） | 道順與郎   | 17       | |          |
| 柏木進一      | 中嶋和也   | 18       | |          |

##### 3年A班 座位表
| 講桌   |      |      |        |      |
| 阿久津 | 松下 | 平川 | 柏木   | 大倉 |
| 上田   | 山下 | 馬場 | 長谷川 | 神保 |
| 橘     | 三枝 | 結城 | 衛藤   | 村田 |
| 清水   | 大竹 | 篠原 | 東     | 佐藤 |
| 国分   | 羽鳥 | 松本 | 湯川   | 土屋 |
| 工藤   | 泉   |      |        |      |

### 其他
| 角色         | 演員       | 片中年齡   | 介紹 | 出場集數    | 香港配音 |
| 阿佐田幸信   | 渡哲也     | 65         | 教育長。亞矢子的恩師，過去也曾照顧她失去記憶的母親，促使亞矢子再次回到高中讀書，教師們因為他的威嚴而私下戲稱他「凱撒」。對自己在電視上所說的政見讓亞矢子被懷疑是間諜感到自責，但在之後看到亞矢子和3年A班的轉變讓他感到欣慰，同意再檢討高中解散班級的政策。 | 全部        | 盧國權   |
| 長谷川由美子 | 山下容莉枝 | 48         | 長谷川里奈的雙親，經營日式餐廳。 | 1           | 梁少霞   |
| 長谷川敦     | 山崎一     | 56         | 長谷川里奈的雙親，經營日式餐廳。 | 1           | 劉昭文   |
| 山下雄二     | 宇梶剛士   | 50         | 山下愛的父親，是「山下補習社」的老闆。 | 2           | 招世亮   |
| 音無         | 岡山一     | 49         | 北濱川警察分局聲活安全課警官。 | 2、4、8、11 | 馮志輝   |
| 憲二         | 金兒憲史   | 34         | | 5           | 李凱傑   |
| 憲二的上司   | 奧田達士   |            | | 5           | 葉振聲   |
| 國分志津繪   | 真行寺君枝 | 53         | 國分萌的母親，市議會議員，對學校態度強硬，但與女兒國分萌之間的關係卻十分冷淡。 | 6           | 曾佩儀   |
| 馬場依子     | 手塚理美   | 52         | 亞矢子的母親，於劇情開始時已經過逝，僅在亞矢子的回憶中登場。在多年前亞矢子高中時告訴了他媽媽他朋友被欺負的煩惱，媽媽鼓勵她去保護他的朋友，反而使得亞矢子成為被欺負對象，後來被指使去超市偷東西，剛好是媽媽任職的公司，而使得媽媽被解雇。後來認為亞矢子的轉變是自己的錯而跳樓自殺，後來雖保住一命但失去全部記憶直到在醫院過世，住院其間所寫的日記成了亞矢子重返高中的原因之一。 | 10-11       | 陸惠玲   |
|              | 黑崎莉奈   | 15（去世） | 阿久津涼的姐姐，因保護弟弟而被欺凌，後因不能再忍受而在學校跳樓自殺。 | 11          | 羅杏芝   |

## 工作人員
- 劇本 - 山浦雅大、高橋悠也
- 音樂 - 横山克
- 導演 - 佐久間紀佳、南雲聖一、西野真貴
- 主題歌 - EXILE《Flower Song》（rhythm zone）
- 旁白 - 小山力也
- 副導演 - 西岡健太郎
- 音樂設計 - 石井和之
- 標題背景 - 熊本直樹
- 特殊化妝 - 梅澤狀一
- 動作指導 - 佐佐木修平
- 企劃協助 - 古賀誠一
- 統括 - 神藏克
- 總製作人 - 大平太
- 製作人 - 池田健司、秋元孝之、高明希
- 助理製作人 - 鈴木香織、大護彰子
- 製作協助 - Crescendo
- 製作著作 - 日本電視台

## 各集標題、收視
| #                                                              | 播出日期      | 標題 | 主要演出                          | 主題                      | 劇本     | 導演       | 收視率 |
| -------------------------------------------------------------- | ------------- | --- | --------------------------------- | ------------------------- | -------- | ---------- | ------ |
| 第1話                                                          | 2013年4月13日 | 廁所飯？在廁所吃真的美味嗎？ （便所メシ? トイレで食べて美味しいの?）                                                                                              | 長谷川里奈                        | 廁所飯                    | 山浦雅大 | 佐久間紀佳 | 14.7%  |
| 第2話                                                          | 2013年4月20日 | 欺凌？玩弄？小丑流淚的理由 （）                                                                                                | 山下愛                            | 虐待 欺負                 | 山浦雅大 | 佐久間紀佳 | 12.9%  |
| 第3話                                                          | 2013年4月27日 | 欺負很有趣？學生排名所撕裂的友情去向 （いじめって楽しい? スクールカーストが引き裂く友情の行方）                                                                                      | 三枝鉄平 大竹亮太                 | 學校階級                  | 高橋悠也 | 佐久間紀佳 | 15.1%  |
| 第4話                                                          | 2013年5月4日  | 教師凌虐的犯人是誰？淚之記者招待會 （教師イジメの犯人は誰? 涙の記者会見）                                                                                        | 猿渡崇                            | 教師凌虐                  | 高橋悠也 | 南雲聖一   | 14.7%  |
| 第5話                                                          | 2013年5月11日 | 欺負者的黑暗面...與陪酒小姐同學的對決！！ （いじめっ子の闇...同級生キャバ嬢対決!!）                                                                                 | 羽鳥梨花子 結城麻衣               | 文化祭                    | 山浦雅大 | 南雲聖一   | 12.9%  |
| 第6話                                                          | 2013年5月18日 | 社團內的暴力！？謊言蓋謊言換來悲劇的連鎖效應 （部活内で暴力!? 嘘が嘘を呼ぶ悲劇の連鎖）                                                                              | 工藤美月 国分萌 衛藤瞳 北島龍一郎 | 社團活動 體罰問題         | 高橋悠也 | 佐久間紀佳 | 12.1%  |
| 第7話                                                          | 2013年5月25日 | 偷拍犯與大嬸的過去在學級審判中揭露！！ （盗撮犯とオバサンの過去を学級裁判で暴け!!）                                                                                    | 工藤美月 泉優奈                   | 少年法庭                  | 山浦雅大 | 西野真貴   | 11.3%  |
| 第8話                                                          | 2013年6月1日  | 與學生的禁忌之愛！？欺騙教師的惡魔陷阱！！ （生徒との禁断の恋!? 教師をダマす悪魔の罠!!）                                                                                | 小泉純一 衛藤瞳                   | 學校地下網站 師生戀       | 高橋悠也 | 南雲聖一   | 12.7%  |
| 第9話                                                          | 2013年6月8日  | 即將最終章！！大嬸的眼淚…生存修學旅行 （遂に最終章!! オバサン涙…サバイバル修学旅行）                                                                                     | 湯川理                            | 生存露營 10年後的自己     | 山浦雅大 | 佐久間紀佳 | 9.9%   |
| 第10話                                                         | 2013年6月15日 | 魔女審判…她想當高中生的目的 （魔女裁判…彼女が高校生になった目的を糾弾）                                                                                               | 土屋正光                          | 魔女審判                  | 高橋悠也 | 南雲聖一   | 13.1%  |
| 第11話 （最終話）                                              | 2013年6月22日 | 衝擊的2小時SP！！今夜將解開所有的謎底！ 筆記本的真相與亞矢子的失蹤… 畢業前學生們占領教職員室！？ 他們能夠克服學生排名嗎？ （） | 土屋正光 阿久津涼                 | 班級制度廢止問題 畢業典禮 | 山浦雅大 | 南雲聖一   | 14.7%  |
| 平均收視率：13.10%（收視率來自Video Research對關東地區的調查） |               | |                                   |                           |          |            |        |

## 資料來源
1. ↑  .   [2013-04-15]. （原始内容存档于2013-04-10）.
2. ↑  「阿嬋」在粵語意為「大嬸」。
3. 1 2  . ORICON STYLE. オリコン. 2013-03-13  [2013-04-21]. （原始内容存档于2013-11-01）.
4. 1 2  第3話より亜矢子の隣の席が席替えした。
5. ↑  第6話開始座位往後調一位。
6. ↑  此為平均數字。35歳の高校生 - スポニチ Sponichi Annex 芸能 Archive.today的存檔，存档日期2013-05-01、2013年5月7日閱覽。

## 外部連結
- http://www.ntv.co.jp/35jk/（页面存档备份，存于）（日本電視台）
- 35歲的高中生（页面存档备份，存于）（緯來日本台）

| 日本電視台 日本電視台週六連續劇        | 日本電視台 日本電視台週六連續劇        | 日本電視台 日本電視台週六連續劇 |
| -------------------------------------- | -------------------------------------- | ------------------------------- |
|                                        | 35歲的高中生 （2013.4.13 - 2013.6.22） |                                 |
| 不准哭，小原 （2013.1.19 - 2013.3.23） | 齊藤太太2 （2013.7.13 - 2013.9.21）    |                                 |

| MY 101綜合台 星期日22:00-23:00             | MY 101綜合台 星期日22:00-23:00           | MY 101綜合台 星期日22:00-23:00 |
| ------------------------------------------ | ---------------------------------------- | ------------------------------ |
|                                            | 35歲的高中生 （2013.12.08 - 2014.02.16） |                                |
| 我的學生是惡夢 （2013.09.15 - 2013.12.01） | 家政婦女王 （2014.02.23 - 2014.05.04）   |                                |

| 香港 無綫網絡電視煲劇1台 星期日 14:00-16:00及20:30-22:30 | 香港 無綫網絡電視煲劇1台 星期日 14:00-16:00及20:30-22:30 | 香港 無綫網絡電視煲劇1台 星期日 14:00-16:00及20:30-22:30 |
| -------------------------------------------------------- | -------------------------------------------------------- | -------------------------------------------------------- |
|                                                          | 35歲高中生 （2014.09.28 - 2014.11.02）                   |                                                          |
| 特務女管家 （2014.09.21）                                | 我討厭的偵探 （2014.11.09 - 2014.11.30）                 |                                                          |